# Tanzimat

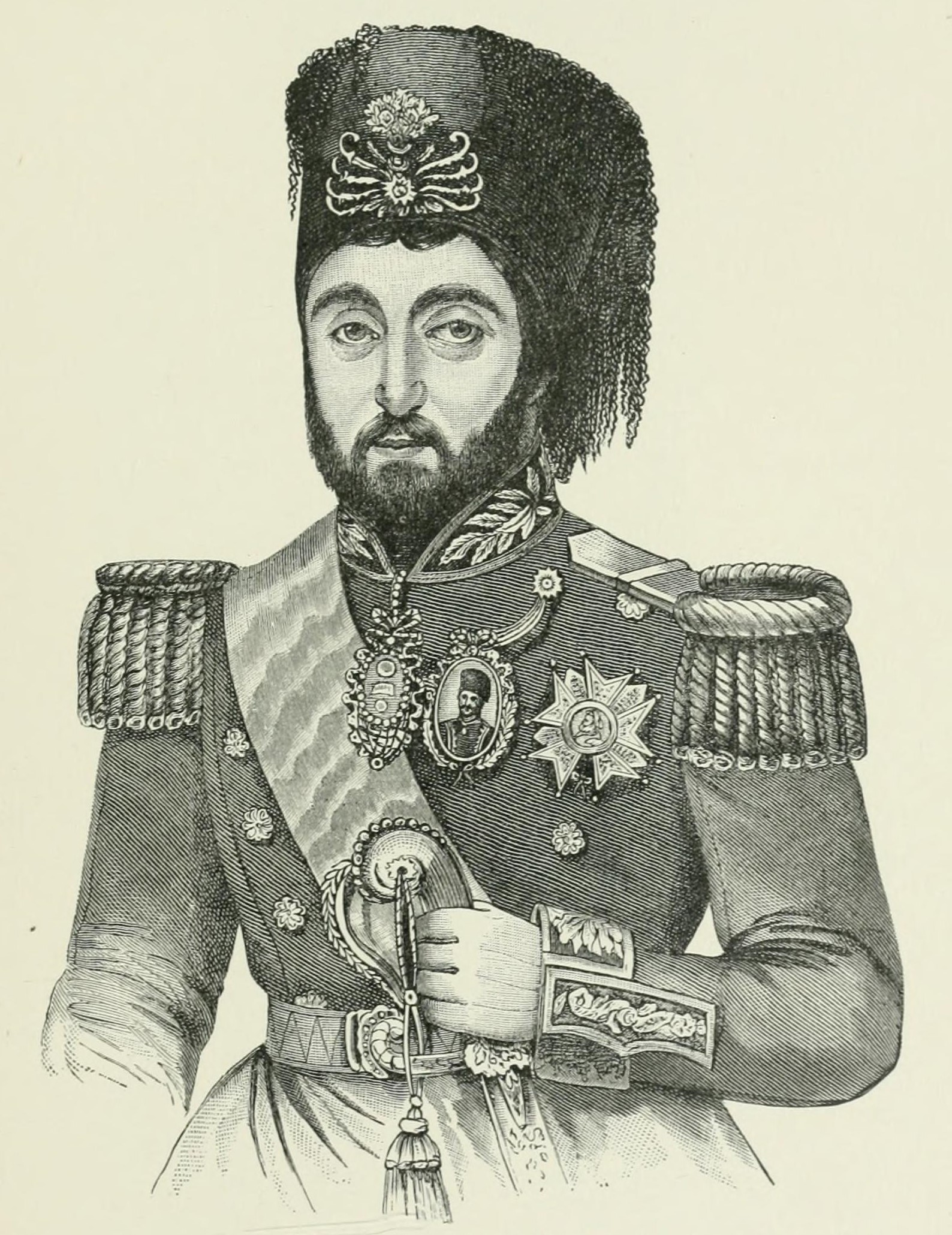
Koca Mustafa Reşid Pasha, lãnh tụ chính của phong trào cải cách Tanzimat.

Tanzimât (tiếng Thổ Ottoman: تنظيمات), nghĩa là "tái tổ chức" là một thời kì cải cách ở Đế quốc Ottoman bắt đầu vào năm 1839 trước khi bắt đầu Thời kỳ Hiến pháp thứ nhất năm 1876. Đây là một nỗ lực nhằm hiện đại hóa Đế quốc Ottoman trên nhiều lĩnh vực khác nhau, nhằm bảo vệ sự toàn vẹn lãnh thổ trước làn sóng dân tộc chủ nghĩa trong nội bộ đế quốc cũng như các cường quốc hiếu chiến bên ngoài. Bên cạnh nỗ lực vực dậy nền kinh tế - xã hội bằng những biện pháp học tập theo người châu Âu, Tanzimat cũng khuyến khích chủ nghĩa Ottoman trong dân chúng và trao nhiều quyền bình đẳng cho những sắc dân không phải Thổ và không theo Hồi giáo nhằm đồng hóa họ.